# 因曼 (喬治亞州)
因曼（英語：Inman）是位於美國喬治亞州費耶特縣的一個非建制地區。該地的面積和人口皆未知。

## 地理
因曼的座標為33°23′07″N 84°24′43″W / 33.38528°N 84.41194°W，而該地的平均海拔高度為267米（即876英尺）。